# Stejaru (Tulcea megye)
Stejaru község Tulcea megyében, Dobrudzsában, Romániában. A hozzá tartozó települések: Mina Altân Tepe és Vasile Alecsandri.

## Fekvése
A település az ország délkeleti részén található, a megyeszékhelytől, Tulcsától hatvannégy kilométerre délre.

## Története
Régi török neve Eskibaba, jelentése: eski = öreg vagy ó, baba = tata vagy papa. Első írásos említése 1573-ból való. A településen élő románok között nagy számban élnek aromán nemzetiségűek, akiket a 19. század végén és a 20. század elején telepítettek át Görögország és a Kvadriláter különböző területeiről.

## Lakossága
A nemzetiségi megoszlás a következő:
| 2002      | 2002 | 2002   |
| --------- | ---- | ------ |
| Románok   | 2277 | 99,25% |
| Törökök   | 8    | 0,34%  |
| Magyarok  | 6    | 0,26%  |
| Bolgárok  | 2    | 0,08%  |
| Lipovánok | 1    | 0,04%  |
| Összesen  | 2294 | 100,0% |